# یواس‌اس هوکبیل (اس‌اس-۳۶۶)
یواس‌اس هوکبیل (اس‌اس-۳۶۶) (به انگلیسی: USS Hawkbill (SS-366)) یک زیردریایی بود که طول آن ۳۱۱ فوت ۹ اینچ (۹۵٫۰۲ متر) بود. این زیردریایی در سال ۱۹۴۴ ساخته شد.